# 윌리어미나 플레밍
윌리어미나 페이턴 스티븐스 플레밍(영어: Williamina Paton Stevens Fleming, 1857년 5월 15일 ~ 1911년 5월 21일)은 스코틀랜드 출신의 천문학자이다. 그는 항성분류 체계를 만드는 데 기여했고 수천 개의 항성과 천문 현상의 목록을 만들었다. 천문학의 진보를 이끈 그의 여러 업적 중 하나로 1888년의 말머리 성운 발견이 있다.

## 젊은 시절
윌리어미나 페이턴 스티븐스는 1857년 5월 15일 스코틀랜드 던디에서 조각가이자 도금사인 로버트 스티븐스와 메리 워커 부부의 딸로 태어났다. 1877년에 그는 아내와 사별한 회계사이자 역시 던디 출신인 제임스 오어 플레밍과 결혼했다. 21세에 남편과 함께 미국 매사추세츠주 보스턴으로 이주하기 전에 그는 잠깐 동안 교사로 일했다. 둘은 사이에 외아들 에드워드 P. 플레밍을 두었다.

## 하버드 대학교 천문대
플레밍은 남편이 그와 어린 아들을 버리고 떠난 뒤 하버드 대학교 천문대의 천문대장이던 에드워드 찰스 피커링 교수의 집에서 가정부로 일하게 되었다. 피커링은 천문대의 남자 직원들이 일을 만족스럽게 해내지 못할 때마다 “우리집 스코틀랜드 가정부가 해도 이보다 더 낫겠다!”라고 소리 높여 불평했다고 전한다.
피커링의 아내 엘리자베스는 플레밍에게 집안일과 아이 돌보는 일 말고도 재능이 많다고 추천했고, 1879년에 피커링은 플레밍에게 천문대 사무를 보는 시급 25센트짜리 시간제 일자리를 주었다. 1881년 피커링은 플레밍을 정식으로 하버드 대학교 천문대의 일원으로 받아들이고 항성 분광분석법을 가르쳤다. 플레밍은 최초의 하버드 계산수들 중 한 명이었다. 하버드의 계산수들은 피커링이 고용한 전원 여성인 계산수 집단으로 항성 분류를 위한 수학 계산을 수행하고 천문대의 출판물을 편집했다.

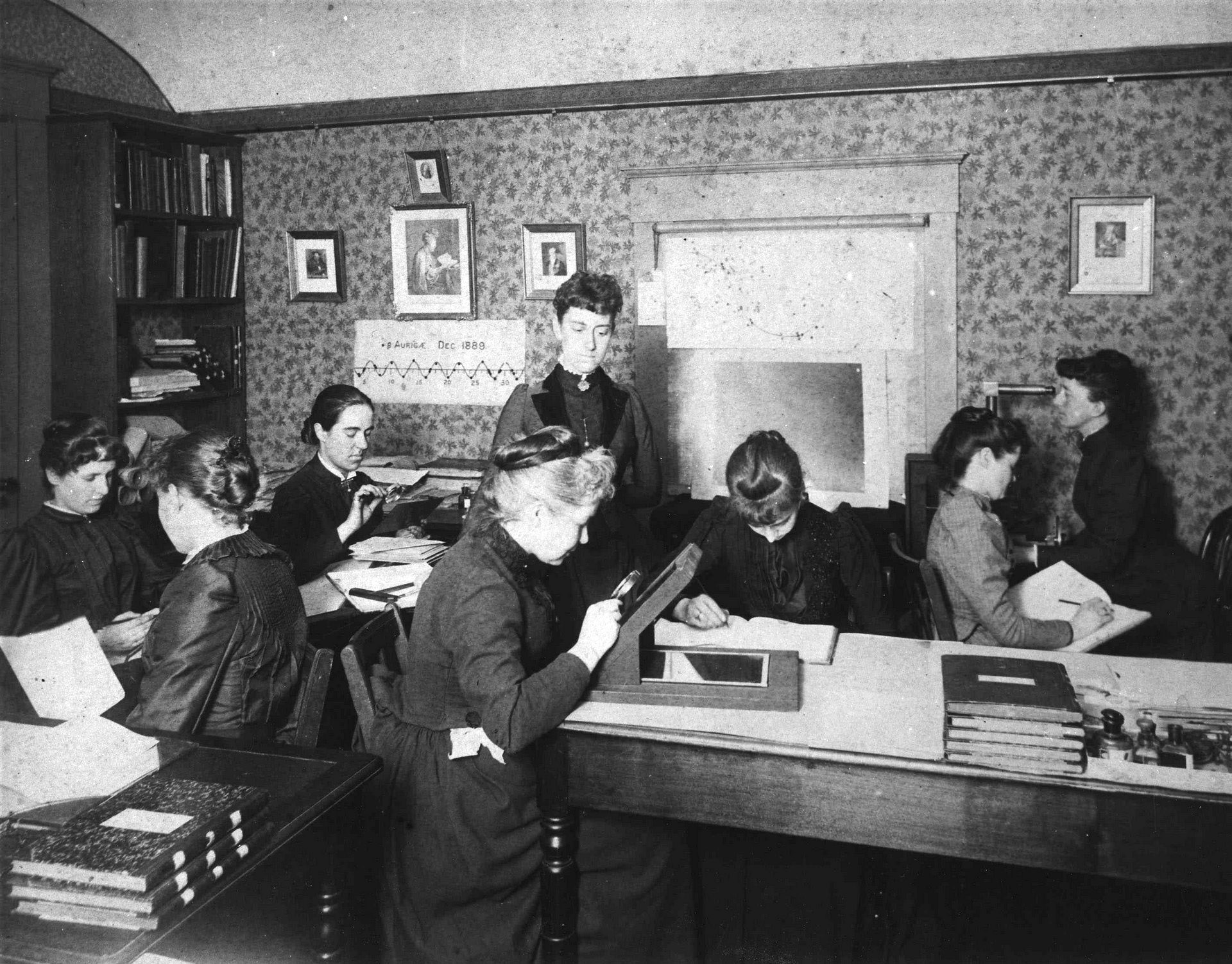
하버드의 계산수들. 천문학자 에드워드 찰스 피커링이 고용한 하버드 대학교 천문대의 여성 계산수 집단이었다. 하버드의 계산수들 중에는 천문학자 헨리에타 스완 레빗, 애니 점프 캐넌, 윌리어미나 플레밍, 앤토니아 모리 등이 속해 있었다.

### 헨리 드레이퍼 목록
천문학자 헨리 드레이퍼의 사망으로 많은 재산을 물려받은 그의 아내 메리 애나 드레이퍼는 하버드 대학교 천문대의 연구를 지원하기 위해 1886년에 헨리 드레이퍼 기념 사업을 시작했다. 이에 따라 하버드 대학교 천문대는 첫 번째 헨리 드레이퍼 목록을 만들기 시작했다. 헨리 드레이퍼 목록은 가능한 한 많은 별들의 광학 스펙트럼을 관찰하고, 별을 스펙트럼에 따라 분류하고 색인화하는 장기 계획이었다.
플레밍은 헨리 드레이퍼 목록 작업의 책임자가 되었다. 얼마 지나지 않아 항성을 분류하는 가장 좋은 방법이 무엇인지를 두고 논쟁이 벌어졌다. 분석 작업은 네티 파라(Nettie Farrar)가 시작했지만 그는 몇 달 뒤 결혼 때문에 천문대를 떠났다. 앤토니아 모리는 복잡한 분류 체계를 지지했지만, 플레밍은 그보다 훨씬 단순하고 쉬운 접근을 원했다.
하버드 대학교 천문대의 최신 영상들은 자외선 대역까지 이르는 항성 스펙트럼의 사진 촬영을 담고 있어서, 밤중에 기구를 통해 손으로 기록한 스펙트럼에 의존할 때보다 훨씬 정확한 분류 작업이 가능했다. 플레밍은 항성의 스펙트럼에 포함된 수소의 비율에 따라 항성을 분류하는 체계를 고안했다. 이 체계는 피커링-플레밍 체계라 불린다. 항성을 이루는 원소들 중 수소 비율이 가장 큰 항성은 A형으로 분류하고, 수소 비율이 두 번째로 큰 항성은 B형으로 분류하는 식이었다.
훗날 그의 동료 애니 점프 캐넌은 별의 표면 온도를 바탕으로 분류 체계를 수정하여, 오늘날에도 쓰이는 하버드 항성분류법을 만들었다.
몇 년간 계속된 여성 계산수 팀의 작업 결과로 하버드 대학교 천문대는 1890년에 첫 번째 헨리 드레이퍼 목록을 출판하였다. 이 목록에는 스펙트럼에 따라 분류한 10,000개 이상의 항성이 실려 있었다. 분류 작업의 대다수는 플레밍이 해냈다. 또한 플레밍은 촬영에 사용한 망원경 등 여러 가지 정보에 따라 수천 장의 사진을 분류함으로써 사진 건판을 재검토할 수 있도록 했다. 1898년에 플레밍은 하버드의 천문 사진 학예사로 임명되었다. 여자로서는 최초였다.

### 주요 발견
플레밍은 59개의 가스 성운, 310개 이상의 변광성, 10개의 신성을 발견했다.
1888년에 플레밍은 에드워드 피커링의 남동생인 천문학자 윌리엄 헨리 피커링이 촬영한 망원경 사진 건판에서 말머리 성운을 발견해냈다. 플레밍은 (이후 IC 434라는 이름이 붙은) 밝은 성운에 “오리온자리 제타로부터 남쪽으로 30각분 떨어진 곳에 지름 5각분 크기의 반원꼴로 움푹 들어간 부분”이 있다고 기술했다. 이후 문헌은 플레밍에게 발견의 공로를 돌리지 않았다. 첫 번째 드레위에르 색인 목록은 당시 하버드의 천체 발견자 목록에 플레밍의 이름을 넣지 않고 모두가 ‘피커링’의 업적인 것으로 기록했다. 하지만 1908년에 두 번째 드레위에르 색인 목록이 출판될 때는 플레밍과 하버드 천문대의 동료들이 충분한 명성을 얻은 뒤였기 때문에 발견의 공로를 제대로 인정받을 수 있었다.
플레밍은 최초로 백색왜성을 발견한 사람으로 여겨진다.
처음으로 백색왜성의 존재를 알았던 사람은 플레밍 부인이다. 한두 시간 뒤에 그 다음으로 알게 된 두 사람은 E. C. 피커링 교수와 나였다. 피커링은 특유의 관대한 태도로 내가 연주시차를 관찰했던 별들의 분광형을 하버드 사진 건판에서 찾아봐 주겠다고 나섰다. 절대등급이 어두운 별들은 모두 G형이나 그 이후에 속하는 것으로 드러났다. 나는 호기심이 동해서 그에게 에리다누스자리 40의 동반성에 대해 물었다. 그는 다시 특유의 태도로 플레밍 부인에게 전화를 걸었고, 플레밍 부인은 한 시간쯤 지나 그 별이 A형이라고 알려 왔다.— 헨리 노리스 러셀 “Astronomical Journal, Vol. 51, p. 13 (1944)”.

플레밍은 1910년에 백색왜성 발견을 발표했다. 그의 다른 주요 저서로는 자신이 발견한 변광성 222개의 목록인 〈변광성의 사진 연구〉(영어: A Photographic Study of Variable Stars, 1907)와 〈표준 영역 항성의 스펙트럼과 사진등급〉(영어: Spectra and Photographic Magnitudes of Stars in Standard Regions, 1911) 등이 있다.
플레밍은 1911년 5월 21일에 보스턴에서 폐렴으로 죽었다.

## 평가
시카고에서 열린 1893년 만국 박람회에서 플레밍은 “천문학에서 여성의 일”이라는 제목의 강연을 열어 여성의 과학 참여를 공개적으로 옹호했다. 이 강연에서 그는 천문학 분야에서 여성 조수들을 채용할 것을 공개적으로 촉구했다. 강연 내용으로 보아 그는 여성이 열등하다는 당대의 관념에는 동의했지만, 여성에게 현재보다 더 많은 기회가 주어지면 남성과 동등해질 수 있다고 생각한 것으로 보인다. 즉 성별 간 능력 차이는 생물학적인 것이라기보다는 문화적으로 만들어진 것에 더 가깝다는 것이다.
1906년에 그는 런던 왕립 천문학회의 명예회원으로 추대되었다. 미국 여성으로는 최초였다. 그 얼마 뒤에는 웰즐리 칼리지의 명예 천문학 펠로로 임명되었다. 그의 사망 직전에 멕시코 천문학회는 새로운 별들을 발견한 공로를 기려 그에게 과달루페 알멘다로 메달을 수여했다.

### 유산
하버드의 계산수들은 살아 있는 동안 명성을 떨쳤지만 21세기에는 거의 잊혀졌다. 2015년에 하버드의 사진 건판 컬렉션 학예사 린지 스미스 즈룰(Lindsay Smith Zrull)은 DASCH(Digital Access to a Sky Century @ Harvard) 프로젝트를 위해 천문 사진 건판을 목록화하고 디지털화하던 중, 여자 계산수들과 초기 하버드의 천문학자들이 작성한 20~30권의 공책이 각각 담긴 약 118개의 상자를 발견했다. 그는 2,500권에 달하는 이 공책들의 내용이 DASCH의 범위 바깥에 있음을 알았지만 이 자료를 보존하고 접근 가능하게 만들기 원했다. 그는 하버드-스미소니언 천체물리학 센터의 월백 도서관 사서들에게 도움을 청했다.
이에 따라 월백 도서관은 PHaEDRA 계획을 출범시켰다. PHaEDRA라는 이름은 ‘하버드의 초기 천문학 자료 및 연구 보존’(Preserving Harvard's Early Data and Research in Astronomy)의 머릿글자이다. 월백 도서관의 수석 사서인 데이나 부퀸(Daina Bouquin)의 설명에 따르면 PHaEDRA 계획 목표는 연구 자료의 전문(全文) 검색을 가능하게 만드는 것이다. “윌리어미나 플레밍을 검색하면, 그가 자신의 작업을 자기 이름으로 출판하지 않은 저서에서 그의 이름이 언급되는 것을 찾는 데서 그치는 것이 아니라, 그의 업적을 찾을 수 있게 될 것입니다.”
2017년 7월 월백 도서관은 플레밍의 업적을 소개하는 전시물을 공개했다. 여기에는 말머리 성운의 발견을 담은 관측 일지도 포함되어 있다. 월백 도서관의 PHaEDRA 컬렉션은 플레밍이 작성한 수십 권 분량의 자료를 보유하고 있다.

## 참고 문헌
- Sobel, Dava (2016). 《The Glass Universe: How the Ladies of the Harvard Observatory Took the Measure of the Stars》. Penguin. ISBN 978-0670016952.
- Shearer, Benjamin (1997). 《Notable women in the physical sciences : a biographical dictionary》 1. publ.판. Westport, Conn. [u.a.]: Greenwood Press. ISBN 978-0313293030.

### 부고
- “Obituary Notice : Honorary Member : Fleming, Williamina Paton”. 《Monthly Notices of the Royal Astronomical Society》 72: 261. 1912. Bibcode:1912MNRAS..72..261.. doi:10.1093/mnras/72.4.261. ISBN 978-1330116579. ISSN 0035-8711. OCLC 1055557530.